# Cecilia Vallicelli
Cecilia Vallicelli (née le 25 septembre 1993 à Ravenne, dans la Province de Ravenne, en Émilie-Romagne) est une joueuse italienne de volley-ball. Elle mesure 1,82 m et joue au poste de passeuse.

## Clubs
| Club                    | Pays   | De        | À         |
| Beng Rovigo             | Italie | 2015-2016 | 2015-2016 |
| ----------------------- | ------ | --------- | --------- |
| ES Le Cannet-Rocheville | France | 2014-2015 | 2014-2015 |

## Palmarès
- Coupe de France
  - Vainqueur : 2015